# BRDC International Trophy de 1978
A 30ª edição do Troféu Internacional aconteceu em Silverstone, na Inglaterra, em 19 de Março de 1978. A corrida não contou pontos para o Campeonato Mundial de Pilotos de Fórmula 1 daquele ano.

## Classificação da Prova
| Pos | No | Piloto             | Chassi-Motor             | Voltas | Tempo             |
| --- | -- | ------------------ | ------------------------ | ------ | ----------------- |
| 1   | 32 | Keke Rosberg       | Theodore-Ford Cosworth   | 40     | 1:12'49"02        |
| 2   | 14 | Emerson Fittipaldi | Fittipaldi-Ford Cosworth | 40     | + 1"88            |
| 3   | 40 | Tony Trimmer       | McLaren-Ford Cosworth    | 37     | + 3 Voltas        |
| 4   | 30 | Brett Lunger       | McLaren-Ford Cosworth    | 37     | + 3 Voltas        |
| Ret | 18 | Rupert Keegan      | Surtees-Ford Cosworth    | 31     | + 9 Voltas        |
| NC  | 16 | Hans-Joachim Stuck | Shadow-Ford Cosworth     | 25     | + 15 Voltas       |
| Ret | 38 | Derek Daly         | Hesketh-Ford Cosworth    | 12     | Acidente          |
| Ret | 24 | Divina Galica      | Hesketh-Ford Cosworth    | 11     | Acidente          |
| Ret | 28 | Emilio de Villota  | McLaren-Ford Cosworth    | 9      | Embreagem         |
| Ret | 4  | Patrick Depailler  | Tyrrell-Ford Cosworth    | 4      | Acidente          |
| Ret | 5  | Mario Andretti     | Lotus-Ford Cosworth      | 2      | Acidente          |
| Ret | 6  | Ronnie Peterson    | Lotus-Ford Cosworth      | 2      | Acidente          |
| Ret | 22 | Jacky Ickx         | Ensign-Ford Cosworth     | 1      | Rodada            |
| Ret | 17 | Clay Regazzoni     | Shadow-Ford Cosworth     | 0      | Rodada            |
| Ret | 7  | James Hunt         | McLaren-Ford Cosworth    | 0      | Rodada            |
| DNS | 1  | Niki Lauda         | Brabham-Ford Cosworth    | -      | Rodada no Warm Up |
| DNS | 31 | René Arnoux        | Martini-Ford Cosworth    | -      | Pressão de Óleo   |

## Grid de Largada
| Pos | No | Piloto             | Equipe                   | Tempo   |
| --- | -- | ------------------ | ------------------------ | ------- |
| 1   | 11 | Ronnie Peterson    | Lotus-Ford Cosworth      | 1'16"07 |
| 2   | 1  | Niki Lauda         | Brabham-Ford Cosworth    | 1'16"43 |
| 3   | 5  | Mario Andretti     | Shadow-Ford Cosworth     | 1'16"85 |
| 4   | 7  | James Hunt         | McLaren-Ford Cosworth    | 1'16"85 |
| 5   | 30 | Brett Lunger       | McLaren-Ford Cosworth    | 1'17"77 |
| 6   | 4  | Patrick Depailler  | Tyrrell-Ford Cosworth    | 1'17"98 |
| 7   | 16 | Hans-Joachim Stuck | Shadow-Ford Cosworth     | 1'18"15 |
| 8   | 14 | Emerson Fittipaldi | Fittipaldi-Ford Cosworth | 1'18"44 |
| 9   | 38 | Derek Daly         | Hesketh-Ford Cosworth    | 1'18"88 |
| 10  | 18 | Rupert Keegan      | Surtees-Ford Cosworth    | 1'18"96 |
| 11  | 32 | Keke Rosberg       | Theodore-Ford Cosworth   | 1'19"03 |
| 12  | 28 | Emilio de Villota  | McLaren-Ford Cosworth    | 1'19"36 |
| 13  | 22 | Jacky Ickx         | Ensign-Ford Cosworth     | 1'20"00 |
| 14  | 31 | René Arnoux        | Martini-Ford Cosworth    | 1'20"09 |
| 15  | 40 | Tony Trimmer       | McLaren-Ford Cosworth    | 1'20"43 |
| 16  | 17 | Clay Regazzoni     | Shadow-Ford Cosworth     | 1'20"63 |
| DNQ | 24 | Divina Galica*     | Hesketh-Ford Cosworth    | 1'20"63 |

- Não se classificou, mas foi para o grid como a primeira piloto reserva.